# روسولا زيتونية
روسولا زيتونية (الاسم العلمي: Russula olivacea) هي نوع من الفطريات تتبع جنس الروسولا من الفصيلة الروسولية.